# Amrakic
Amrakic – wieś w Armenii, w prowincji Lorri. W 2011 roku liczyła 522 mieszkańców.